# عبدالله توقای
عبدالله توقای (زادهٔ ۲۶ آوریل ۱۸۸۶ – درگذشتهٔ ۱۵ آوریل ۱۹۱۳) شاعر تاتار، منتقد و اغلب به عنوان بنیانگذار ادبیات مدرن تاتار و زبان ادبیات مدرن تاتار، جایگزین زبان قدیمی تاتار در ادبیات شناخته می‌شود.